# アナトーリヤ (小惑星)
アナトーリヤ (3286 Anatoliya) は、小惑星帯の小惑星。リュドミーラ・カラチキナがクリミア天体物理天文台で発見した。
発見者の夫の兄弟で工業建築の専門家のアナトーリイ・ヴァシレヴィッチ・カラチキンに因んで名付けられた。